# Wyoming Highway 70
Der Wyoming Highway 70 (WYO 70) ist eine 92,79 km lange State Route im US-Bundesstaat Wyoming. Die Straße verläuft von der Kreuzung mit dem Wyoming Highway 789 in Baggs durch die Sierra Madre Range bis zum Wyoming Highway 230 in Riverside, der Streckenabschnitt innerhalb des Medicine Bow National Forest ist auch als Battle Pass Scenic Byway bekannt. Die Strecke über den 3034 m hohen Battle Pass ist im Winter (November–April) geschlossen.

## Streckenverlauf

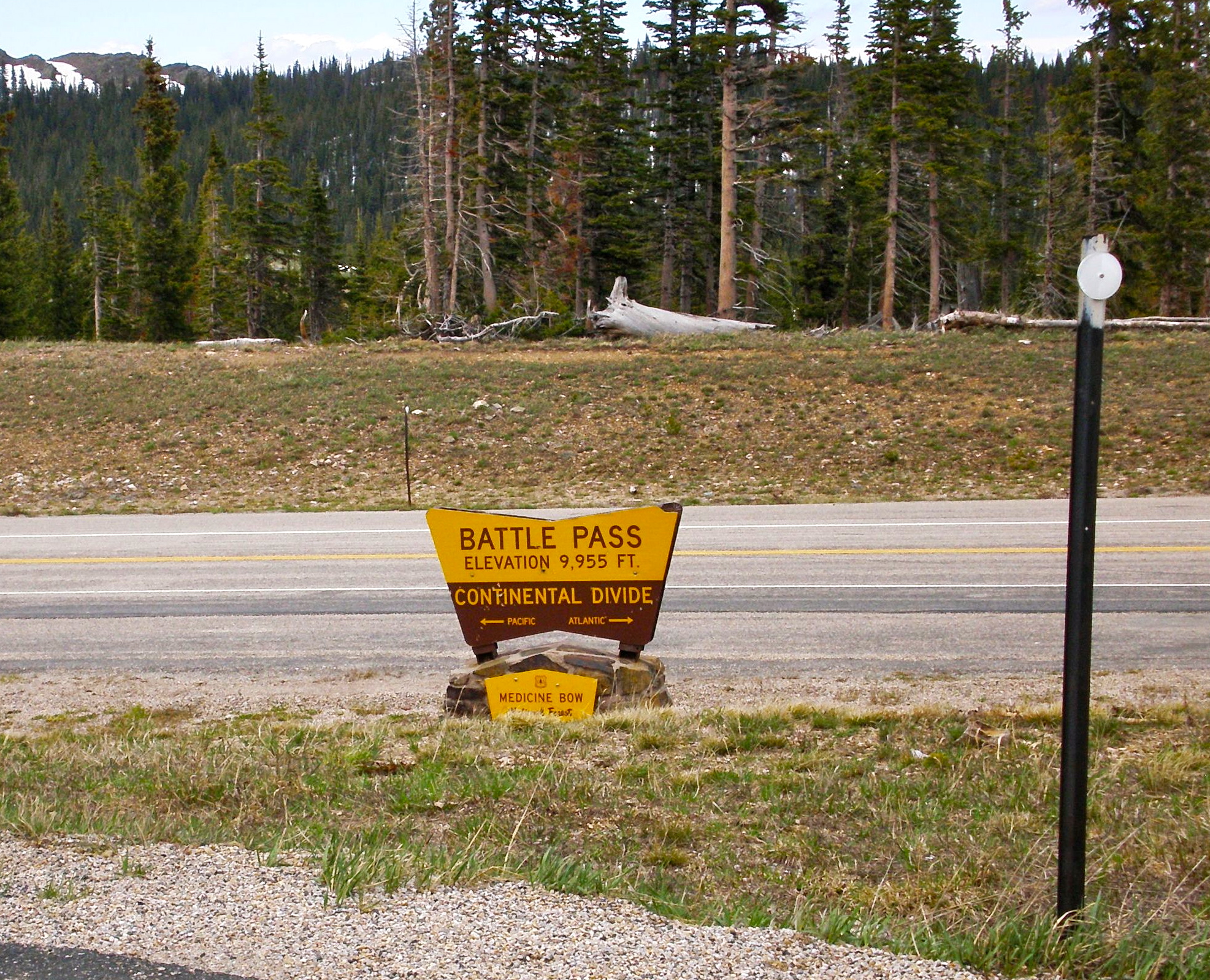
Am Battle Pass überquert der WYO 70 die kontinentale Wasserscheide

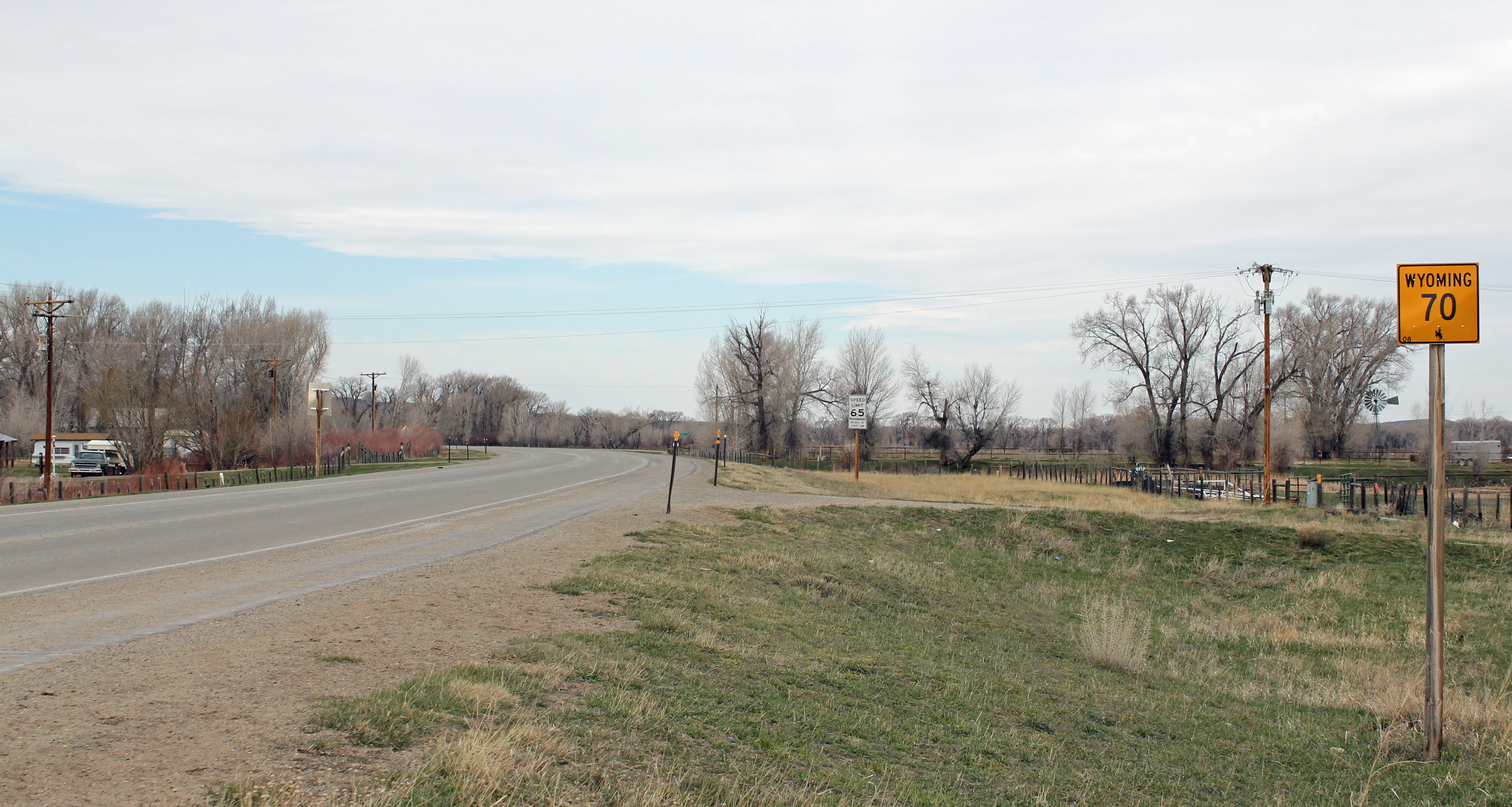
WYO 70 nahe Dixon

Der Wyoming Highway 70 beginnt an der Kreuzung mit dem Wyoming Highway 789 im südlichen Teil von Baggs im Carbon County, wenige Kilometer nördlich der Grenze zum Bundesstaat Colorado. Der Highway verläuft von dort in östliche Richtung, überquert nach wenigen Kilometern den Little Snake River, passiert die Orte Dixon und Savery und erreicht nach 24,7 km die Grenze zu Colorado. Die State Route verläuft für rund 1,5 km durch das Moffat County, bevor sie wieder in nordöstliche Richtung durch Wyoming verläuft. Der Abschnitt südlich der Grenze ist nicht Teil des Colorado State Highway-Systems und wird stattdessen vom Wyoming Department of Transportation (WYDOT) gewartet. Der WYO 70 nimmt nun einen nordöstlichen, teilweise auch nördlichen Verlauf an, führt in die Sierra Madre Range hinein und erreicht den Medicine Bow National Forest. Die Straße führt in landschaftlich sehenswertem Verlauf durch die Bergkette, passiert einige Wanderparkplätze und erreicht am Battle Pass (3034 m) ihren höchsten Punkt. Dort überquert die Straße auch die kontinentale Wasserscheide. Daraufhin verliert sie wieder an Höhe, verlässt den National Forest und erreicht nach rund 90 km die Ortschaft Encampment im North Platte Valley, bevor sie kurz darauf nach insgesamt 92,79 km an der Kreuzung mit dem Wyoming Highway 230 in Riverside endet.

## Geschichte
Zwischen den 1940er und 1960er Jahren bot der Wyoming Highway 70 Anschluss an den ehemaligen Colorado State Highway 129, der früher den U.S. Highway 40 mit dem Wyoming Highway 70 verband. Zu der Zeit, als der Colorado State Highway 129 existierte, wurde nur der westliche Teil zwischen der Kreuzung und Baggs als Highway 70 bezeichnet. Der ehemalige Colorado State Highway 129 verläuft heute als Routt County Route 129.
Im Frühjahr 2011 ereignete sich auf dem WYO 70 in der Nähe von Meilenstein 31, etwa auf halber Strecke zwischen Baggs und Encampment, ein Erdrutsch. Ein Rund 300 m langes Stück des Highways wurde dabei zerstört, die Straße war mehrere Wochen lang für den Durchgangsverkehr gesperrt. Infolgedessen wurde eine vorübergehende einspurige Umleitung eingerichtet. Eine Rekonstruktion der Straße, auf der sich der Erdrutsch ereignete, wurde ausgeschlossen, nachdem geologische Untersuchungen ergaben, dass sich der Hang wahrscheinlich auch in Zukunft weiterbewegen wird. Es wurde daran gearbeitet, den Wyoming Highway 70 nördlich des betroffenen Gebiets neu zu errichten.
Am 15. November 2012 wurde ein Teil des Wyoming Highway 70 durch die Wyoming Highway Commission als Battle Pass Scenic Byway erklärt.

## Belege
1. 1 2 3  AARoads: Wyoming State Route Log: 1 through 99. Abgerufen am 11. März 2024 (amerikanisches Englisch).
2. ↑  Colorado Routes 120-139. Abgerufen am 11. März 2024.
3. 1 2  Casper Star Tribune: Wyoming Department of Transportation plans Highway 70 reconstruction. 15. Juli 2012, abgerufen am 11. März 2024 (englisch).